# Jan Domagalski
Jan Domagalski (ur. 22 czerwca 1871 w Krotoszynie, zm. 22 maja 1958 tamże) – uczestnik I wojny światowej w stopniu bosman, podnaczelnik Straży Ludowej (obywatelskiej) w czasie powstania wielkopolskiego w Krotoszynie. Patriota i działacz społeczny. Był budowniczym i twórcą tzw. małej architektury krotoszyńskiej oraz zastępcą w kole krotoszyńskim Związku Weteranów Powstań Narodowych (ZWPN).

## Rodzina
Pochodził z rodziny Laurentego Domagalskiego herbu Bończa i Marianny z Klimków (pochodzących z Kobierna). Rodzina miała patriotyczne korzenie. 
Wśród przodków i krewnych Jana Domagalskiego, znajdują się: ppor. Jan Domagalski (1799–1854) – lekarz wojskowy 1 Dywizji Piechoty KK, uczestnik powstania listopadowego, ppor. Wawrzyniec Domagalski herbu Bończa (1801–1868), oficer 1 DP i również uczestnik powstania listopadowego, czy ppor. Lucjan Domagalski (1910–1983), oficer II Korpusu gen. Władysława Andersa, uczestnik bitwy pod Monte Cassino. 
Syn Jana Domagalskiego – plut. Wenancjusz Domagalski, brał udział w II wojnie światowej, walcząc między innymi w 1939 roku w Bitwie nad Bzurą.
Żoną Jan Domagalskiego była Józefa z Cierniewskich (ślub w 1895 roku). Miał sześcioro dzieci: Wacława, Stanisławę (wyszła za Franciszka Lasockiego ze Strzelna), Czesława, Helenę (została zakonnicą o imieniu Chrystiana), Wenancjusza i Irenę. Irena Domagalska wyszła za Feliksa Nawrockiego – brata stryjecznego Władysława Nawrockiego.

## Udział w I wojnie światowej
W 1890 roku został przymusowo wcielony do Marynarki Wojennej Armii Pruskiej. Służbę zakończył w 1892 roku w stopniu mat. Posiadł wtedy duże doświadczenie wojskowe w służbie na okrętach wojennych. Był specjalistą, który nadzorował pracę techników wojskowych w maszynowniach okrętowych.
W czasie I wojny światowej Jan Domagalski służył w Marynarce Wojennej Cesarstwa Niemieckiego (Kriegsmarine Cesarstwa Niemieckiego). W 1916 roku został bosmanem. W latach 1914–1918 walczył na Morzu Północnym oraz w basenie Morza Śródziemnego.

## Podnaczelnik w powstaniu wielkopolskim
W czasie powstania wielkopolskiego 1918–1919 Domagalski został wyznaczony podnaczelnikiem w sztabie komendanta Straży Ludowej dr. Władysława Bolewskiego. Sztab mieścił się w Hotelu Bazar w Krotoszynie. Brał udział w wyzwoleniu Krotoszyna i Zdun oraz w organizowaniu sztabu i zapór inżynieryjnych w rejonie Borownicy, Chachalnii, Rudy, a następnie w rejonie Perzyc.
Domagalski wspierał organizację szpitala polowego (SN Krotoszyn i szkoła w Perzycach), punktów medycznych oraz kuchni polowej w budynku Seminarium Nauczycielskiego w Krotoszynie.
Brał udział w bitwie pod Borownicą. Pomagał organizować małe elementy fortyfikacyjne jak: zasieki, rowy strzeleckie, stanowiska strzeleckie w rejonie Borownicy. W czasie powstania wielkopolskiego Domagalski współpracował z późniejszym kapitanem i kawalerem Virtuti Militari Władysławem Nawrockim.

## Działalność patriotyczna i społeczna
Po 1919 roku, oprócz pracy w zawodzie technika budowlanego, Domagalski pracował także na kolei. W latach 20. XX wieku był nadzorującym tzw. małą architekturę krotoszyńską. W tym czasie wybudował w Krotoszynie kilka kamienic na ulicach: Koźmińskiej, Farnej, Powstańców wielkopolskich, czy w rejonie Małego Rynku. 
W 1927 roku Jan Domagalski rozpoczął działalność w krotoszyńskim Związku Weteranów Powstań Narodowych (ZWPN), gdzie w latach 1933–1939 był zastępcą w Zarządzie tego koła. Siedzibą ZWPN był hotel „Pod Białym Orłem” w Krotoszynie. 
W latach 1937–1939 trudna sytuacja rodziny, zmusiła Jana Domagalskiego do sprzedaży swoich dwóch kamienic na tzw. paście. Znaczną część własnych środków, w obliczu zbliżającej się wojny, przekazał w 1939 roku na Fundusz Obrony Narodowej (FON). W czasie okupacji, wspierał swoje dzieci oraz Krotoszynian. 
Po II wojnie światowej już jako emeryt działał w tajnych organizacjach kościelnych. Nigdy nie pogodził się z wprowadzeniem systemu stalinowskiego w Polsce. Zmarł w Krotoszynie 22 maja 1958 roku.